# Salah Sahraoui
Pour les articles homonymes, voir Sahraoui.
Salah Sahraoui (en arabe : صالح صحراوي) est un footballeur algérien né le 28 mars 1984 à Batna. Il évoluait au poste de gardien de but.

## Biographie
Il évolue en première division algérienne avec les clubs, du MC El Eulma, du CA Batna et de l'US Biskra. Il dispute 54 matchs en Ligue 1.

## Palmarès
MC El Eulma
- Championnat d'Algérie D2 (1) :
  - Champion : 2007-08.